# Mezei varfű
A mezei varfű (Knautia arvensis) a mácsonyavirágúak (Dipsacales) rendjébe sorolt loncfélék (Caprifoliaceae) családjában a varfű (Knautia) nemzetség egyik faja. Egyéb megnevezései: kelésfű, vargyógyítófű, koszfű, rühfű, fekélyfű; Apostein fű, gombos kóró, kuzupa, rühsikkantyú, sennyedékfű, sennyedék ellen való fű vagy seprőfű. Kivonatával régen bőrbetegségeket gyógyítottak, innen ered magyar megnevezése is. A nemzetség nevét Christopher Knaut német botanikusról (1654–1716) kapta.

## Elterjedése, élőhelye
Európában, Közép-Ázsiában, Szibériában és a Kaukázusban honos, de sokfelé behurcolták. Löszpusztaréteken, félszáraz gyepeken, útszéleken, kaszálókon, hegyi réteken – többnyire meszes talajon – fordul elő; Magyarországon főleg a Dunántúlon található réteken.
Nem túlságosan érzékeny a talajra, de a száraz, meszes talajt kedveli. Napfénykedvelő. A hideg teleket igen jól tűri, akár a −25 °C-ot is elviseli.

## Alfajok
- Knautia arvensis subsp. arvensis – tetraploid
- Knautia arvensis subsp. pannonica (Heuff.) O. Schwarz – diploid
- Knautia arvensis subsp. pseudolongifolia (Szabó) O. Schwarz
- Knautia arvensis subsp. serpentinicola Smejkal ined.

## Jellemzők
40–120 cm magas, felálló, lágy szárú, évelő növény. A szár alsó részében serteszőrös, néha mirigyes, a felső rész kopasz vagy molyhos. A nagy méretű levelek átellenesek, szürkészöldek. Az ép, hosszú nyelű, gyakran tagolatlan alsó levelek tőlevélrózsát alkotnak, visszás-tojásdadok. Az átellenes felső levelek szárnyasan hasogatottak, ép szélűek vagy fűrészesek, ritkán nyelesek. Általában kétlaki növény, de tisztán nőivarú virágokat tartalmazó példányok is előfordulnak (gynodioecia vagy günodiőcia). A hosszú, vékony kocsányú, hímnős virágok 2–4 cm átmérőjű lapított félgömbös virágzatba tömörülnek. A tölcsér alakú párta ibolyakék, 4 szirmú, alul forrt. A szélső virágok nagyobbak. A gallérszerű murvalevelek a virágzat peremén túlnyúlnak. 2-4 porzó, és egy hosszú, rovátkolt bibeszál található a virágban. Május-október között virágzik. Méhek, lepkék porozzák be. A magház alsó állású. Termése 5–6 mm-es, hengeres, szőrös kaszattermés, melyhez hozzákapcsolódik a tollas csésze. A magokat hangyák terjesztik.

## Hatóanyagok
Triterpén-szaponinok (knautozid, szaponozid), iridoidok (dipszakán), flavonoidok, cserzőanyagok.

## Felhasználása
Elsősorban a föld feletti, virágzó hajtásrészeket (régen a gyökerét is) használják fel. A népi gyógyászatban krónikus bőrbetegségek (ekcéma, csalánkiütés, rühösség) kezelésére, továbbá köhögésre, torokgyulladásra, hólyaghurutra is adták. A homeopátia légúti megbetegedésekre, emésztési gyengeség kezelésére használja.

## Hasonló fajok
- Knautia nemzetségen belül:
  - magyar varfű (Knautia drymeia)
  - erdei varfű (Knautia dipsacifolia) – levelei mélyen fűrészesek
  - Kitaibel-varfű (Knautia kitaibelii)
- galambszínű ördögszem (Scabiosa columbaria) – levelei szálasak

## Képek

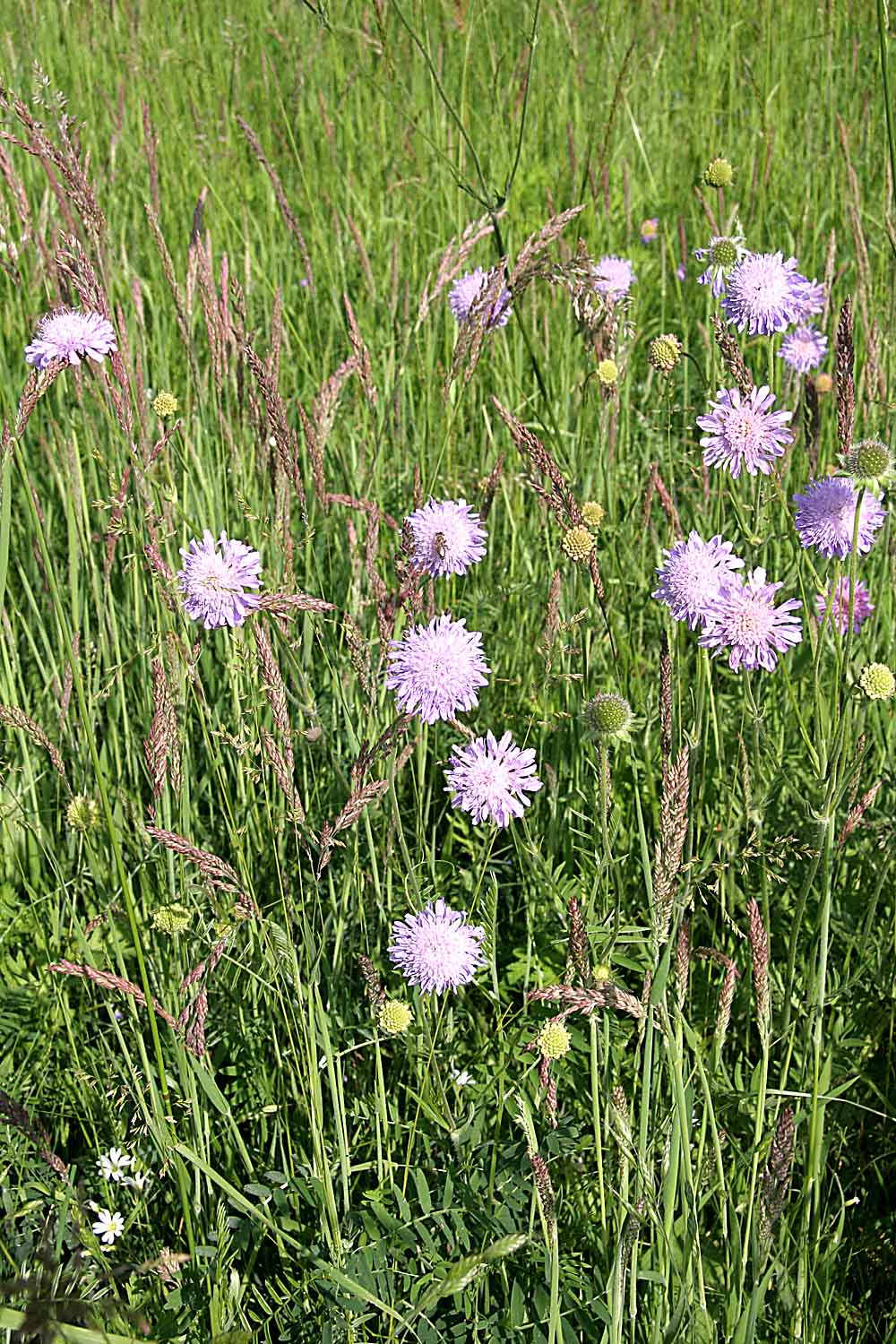
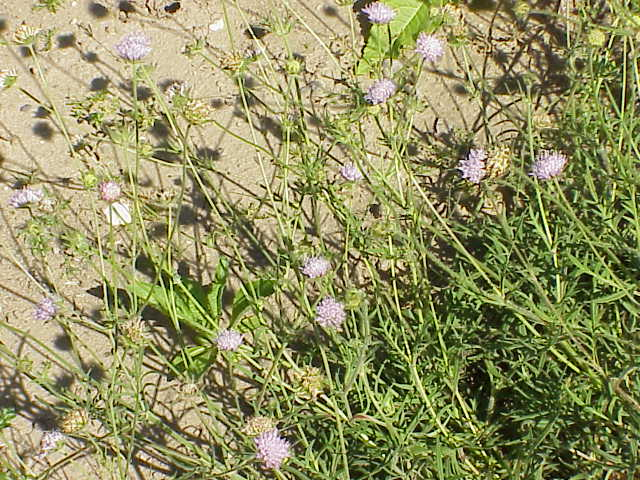
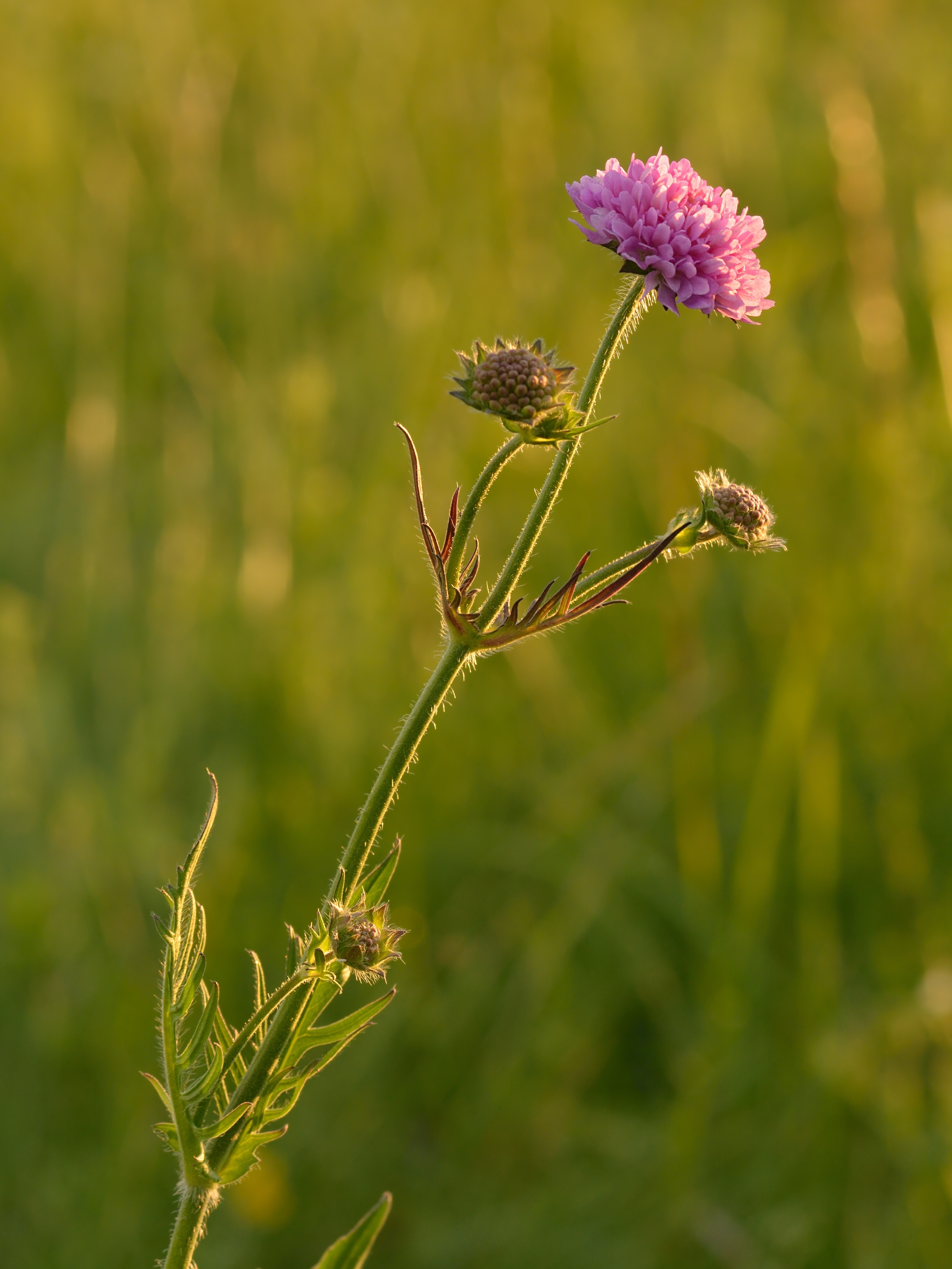
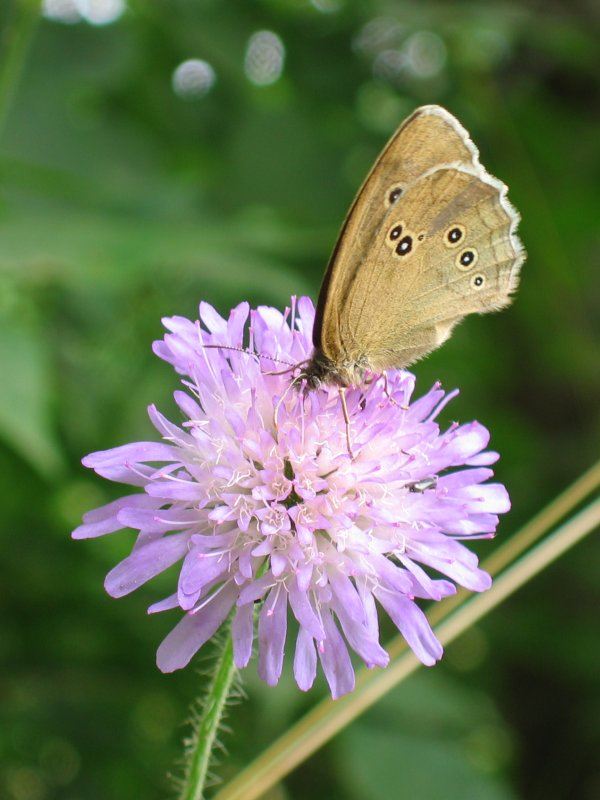
rajta közönséges ökörszemlepke
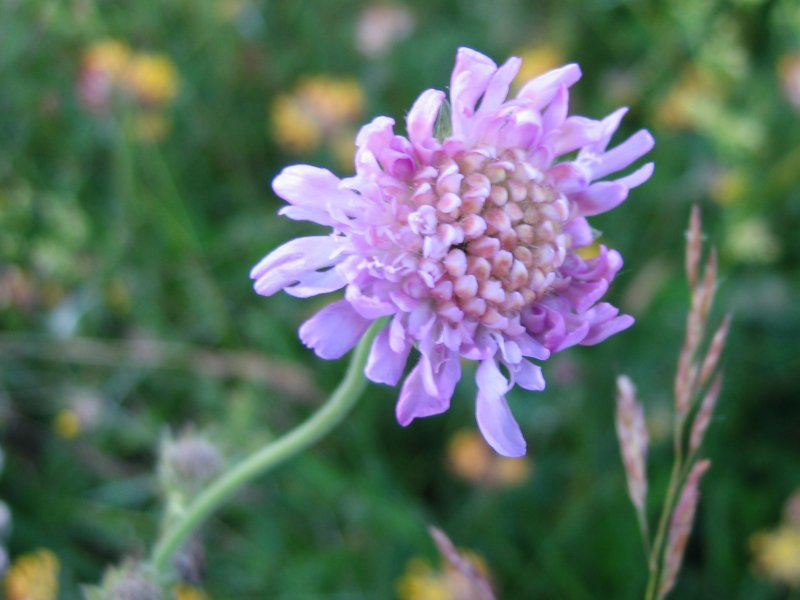
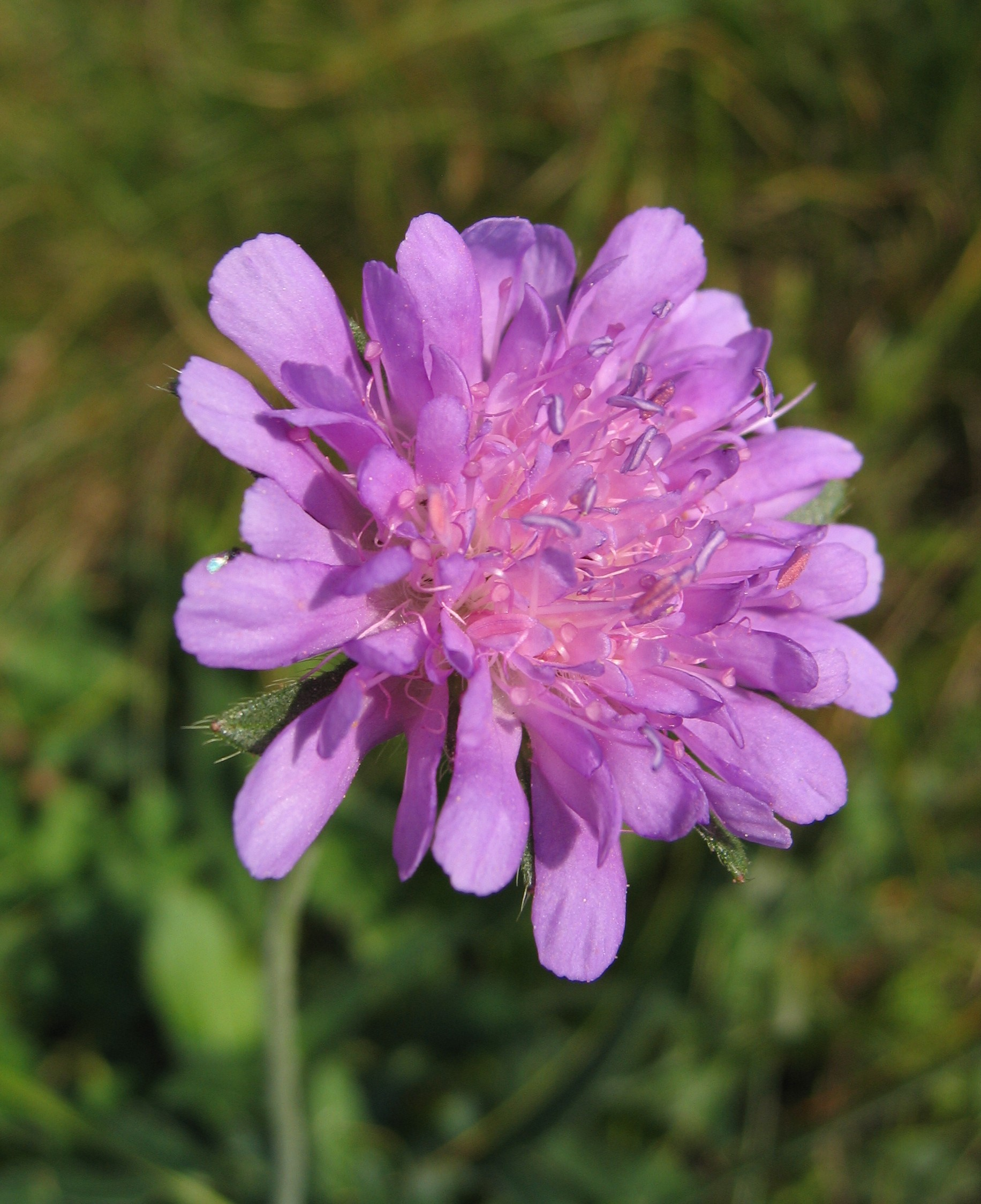
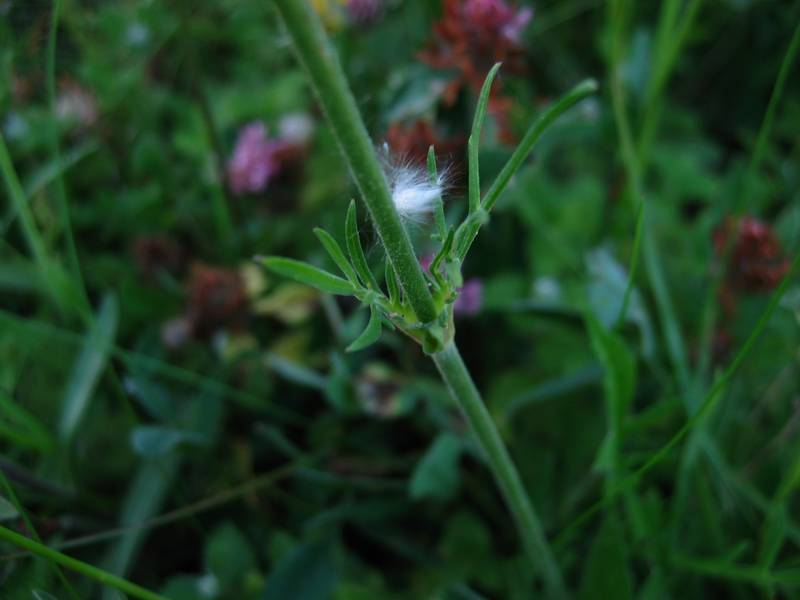
levelek
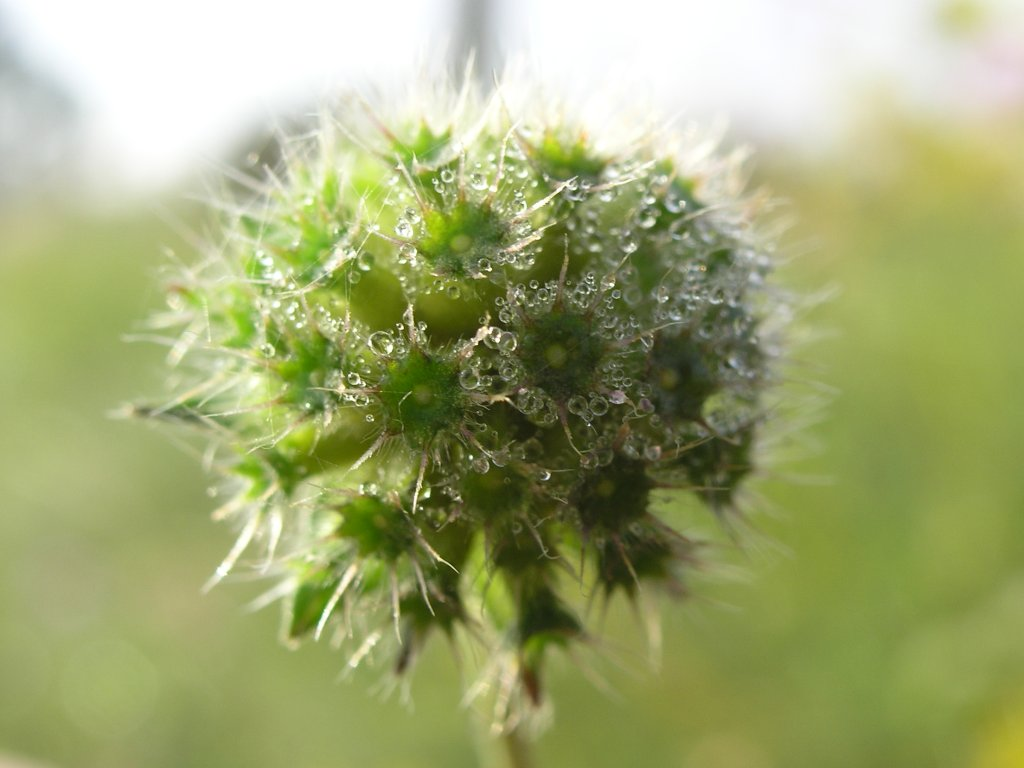
éretlen termés
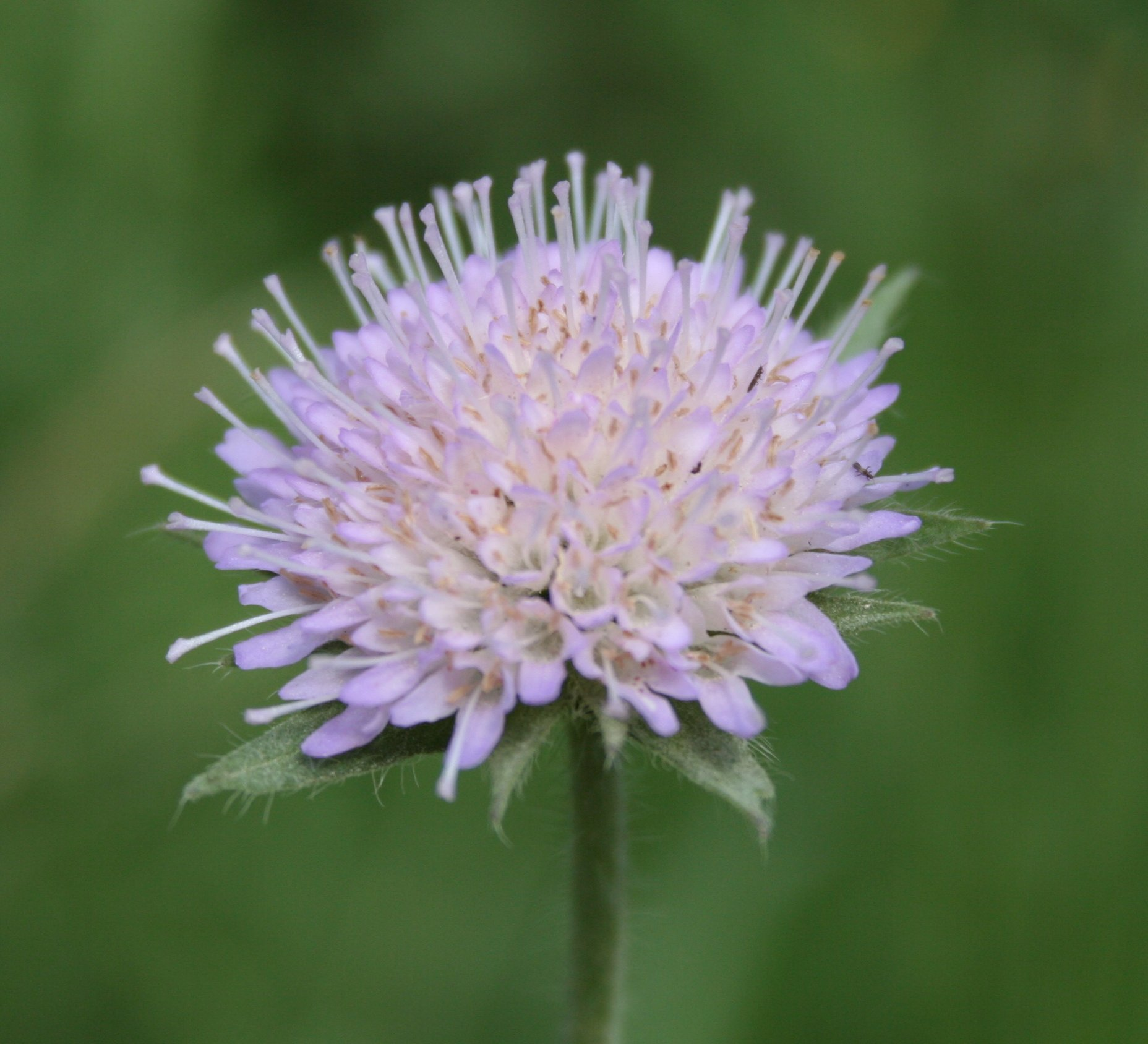
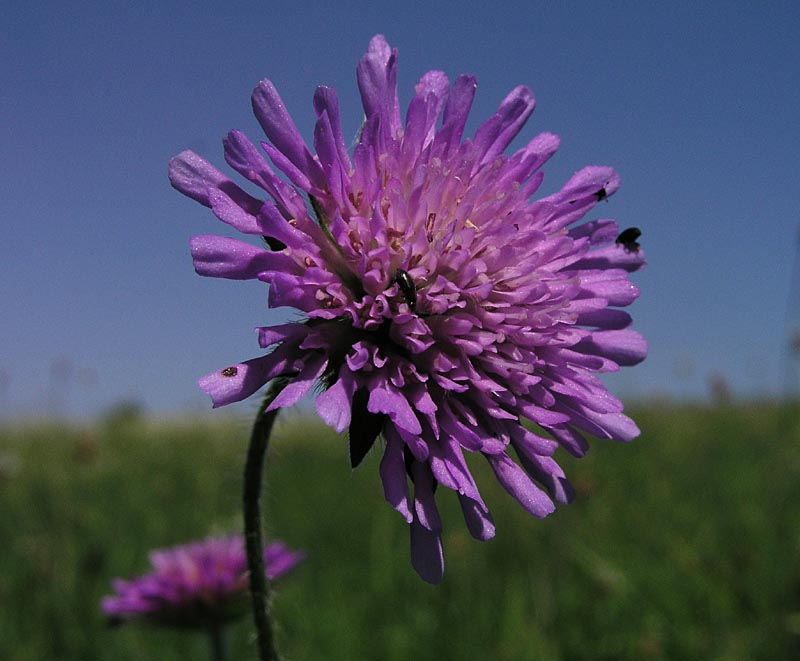
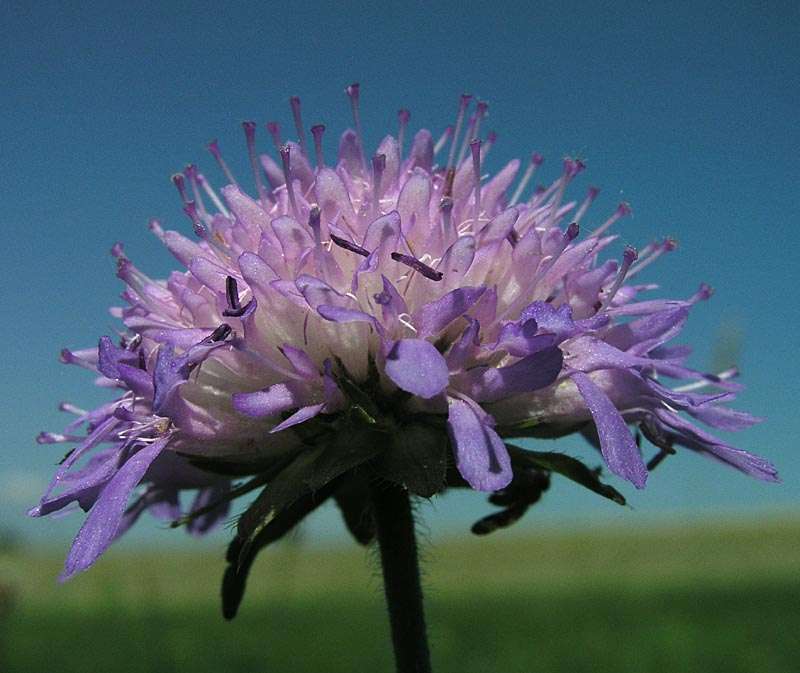
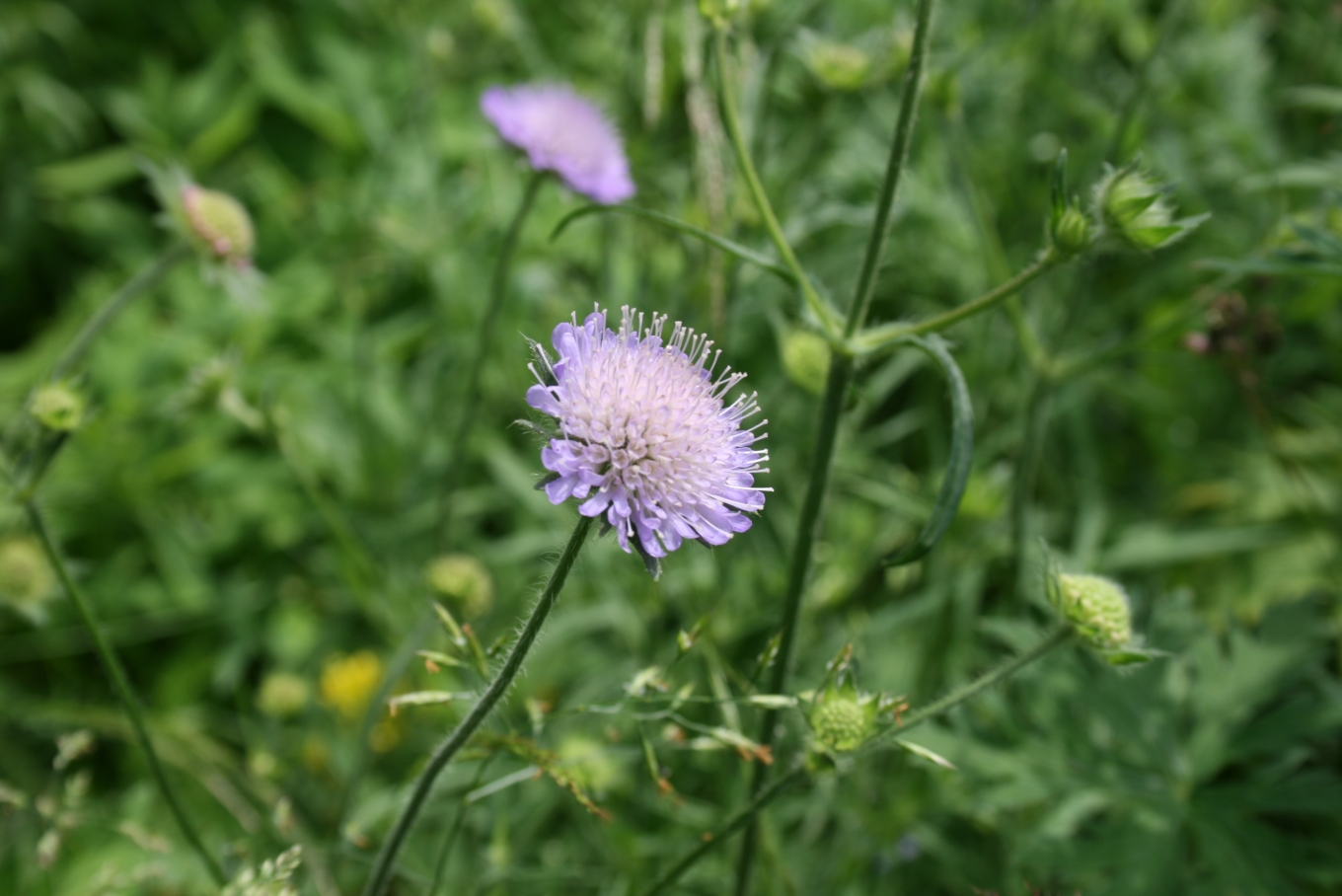
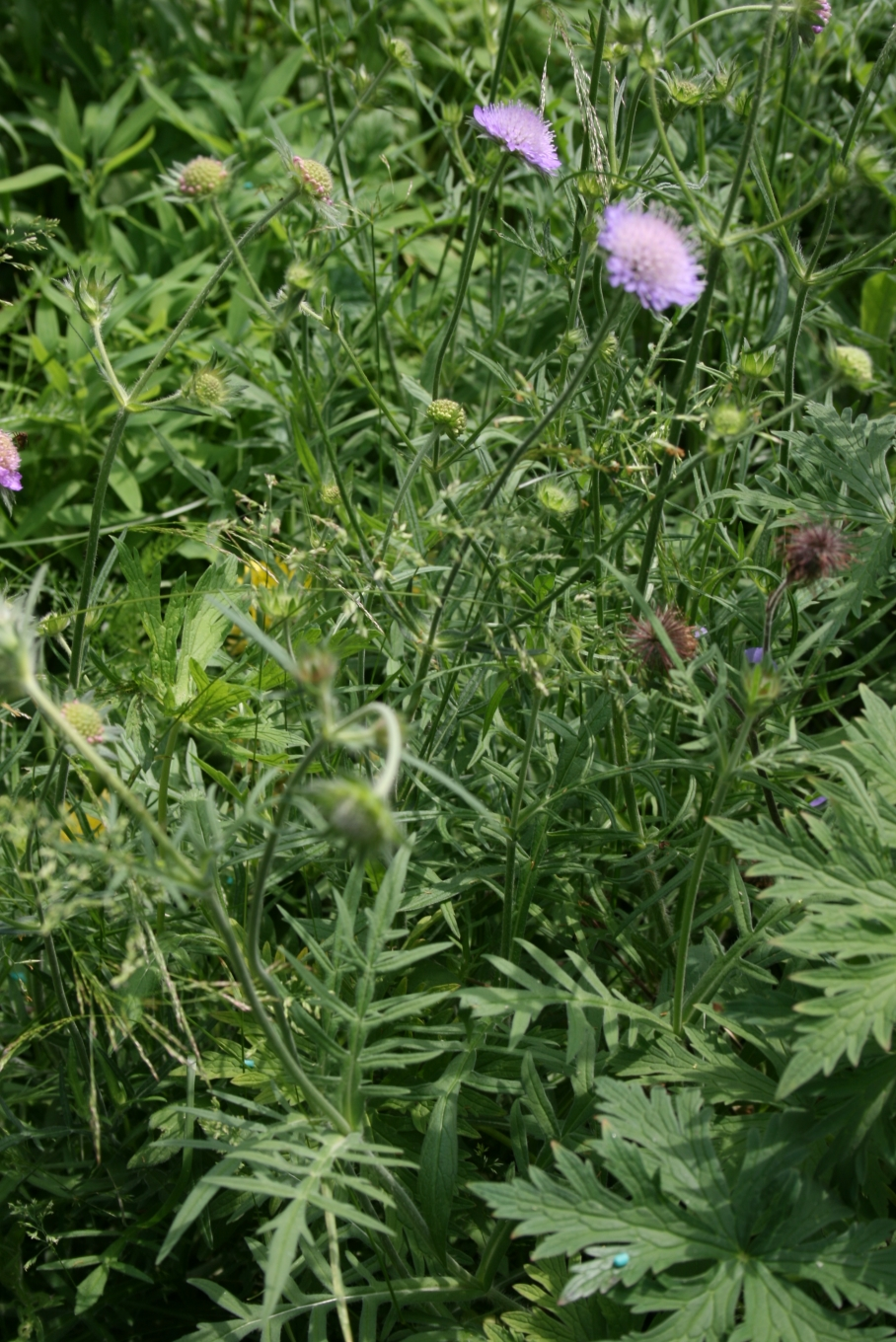
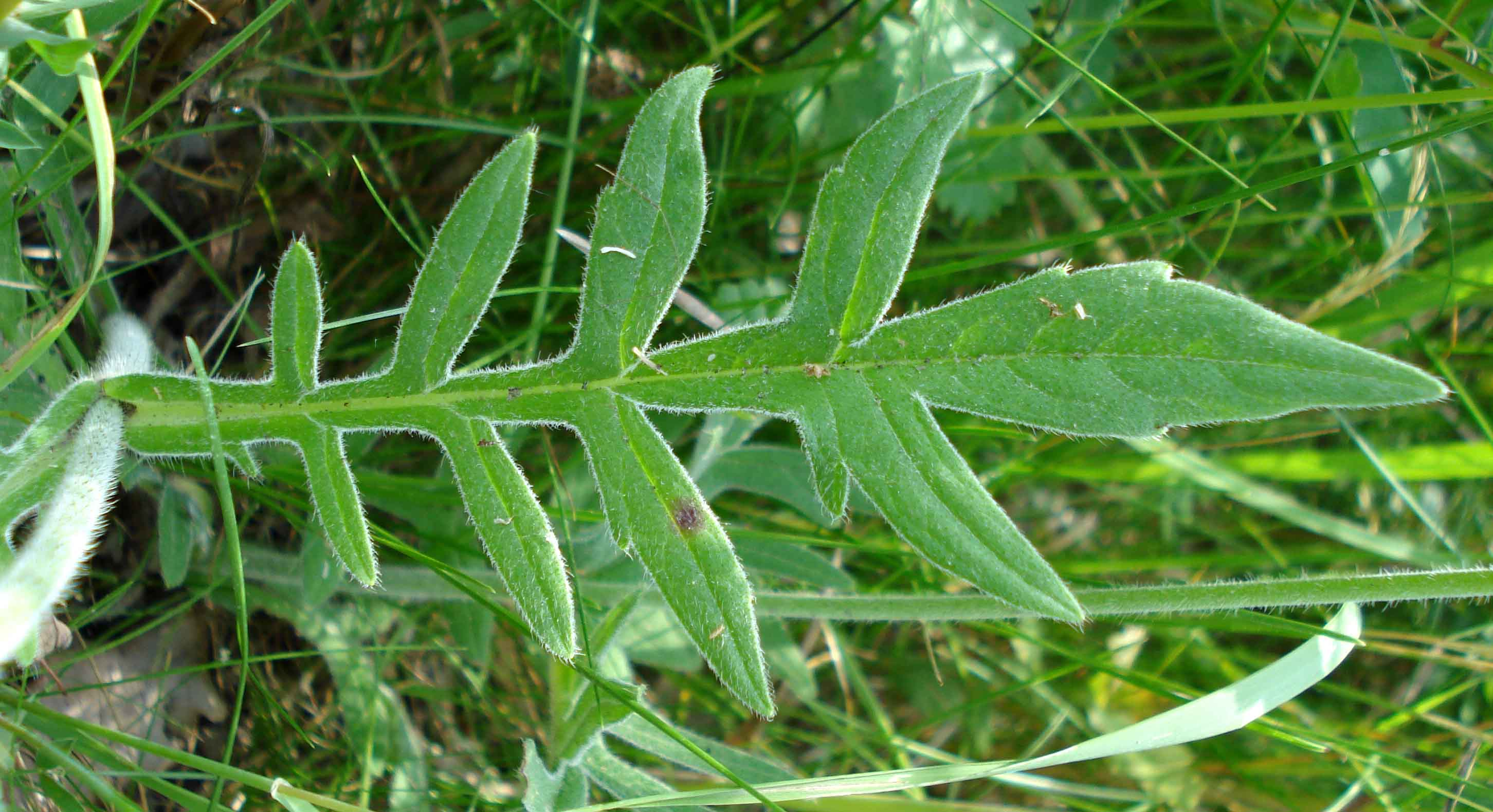
tőlevél